# Shiny Entertainment
Shiny Entertainment était une société de développement de jeux vidéo, fondée en 1993 et dirigée par David Perry, jusqu'à ce qu'elle fusionne en 2007 avec The Collective pour former Double Helix Games.

## Présentation
Shiny Entertainment, société Californienne, se fait connaitre en 1994 avec la sortie de Earthworm Jim sur Mega Drive, un jeu de plate-forme délirant mettant en scène un ver de terre (earthworm en anglais) vêtu d’une combinaison de haute technologie dotée de bras et de jambes. Devant le succès du titre, Shiny Entertainment enchaîne avec des portages sur Super Nintendo, Game Gear et Mega-CD. Au cours du temps la popularité du personnage ne déclina pas et des versions PC, Game Boy et Game Boy Advance furent développées, ainsi que trois suites.
En 1995, Shiny Entertainment est racheté par Interplay Entertainment puis devient filiale de cette dernière.
Mais Shiny Entertainment ne se résume pas seulement à Earthworm Jim. En 1997 la société se fait remarquer avec le très innovant MDK  sur PC, qui poussait dans les derniers retranchement ce que l’on pouvait alors faire sans accélération 3D[réf. nécessaire]. Il s’agit d’un jeu de tir à la troisième personne dans lequel se retrouve l’esprit délirant propre à Earthworm Jim. Les titres suivants de Shiny Entertainment, à savoir Messiah et Sacrifice, tous deux sortis en 2000, ne connurent pas le même succès, même si Sacrifice, un wargame en trois dimensions, reçut un très bon accueil auprès de la presse spécialisée et de certains joueurs[réf. nécessaire].
En 2002, Shiny Entertainment est racheté par Infogrames Interactive (qui devient Atari Interactive en 2003) pour 47 millions de dollars. Infogrames rachète y-compris la licence Matrix, le développement d’un jeu basé sur le film, Enter the Matrix, qui fut confié à Shiny Entertainment. Ce jeu coûta 30 millions de dollars et fut une des meilleures ventes de l’année 2003, même si les critiques de la presse spécialisée furent très dures avec le jeu à sa sortie. Ces critiques n'ont pas démotivé l'équipe de Shiny puisqu'elle a développé un deuxième jeu tiré de l'univers Matrix : The Matrix: Path of Neo, qui sera sensiblement mieux reçu[réf. nécessaire].
Le 2 octobre 2006, Foundation 9 Entertainment acquiert Shiny Entertainment. Shiny rejoint ainsi le plus grand développeur de jeux vidéo indépendant au monde.
En 2007, Foundation 9 fusionne Shiny Entertainment et The Collective en une seule entité : Double Helix Games.

## Jeux développés
- 1994 : Earthworm Jim
- 1995 : Earthworm Jim 2
- 1997 : MDK
- 1998 : Wild 9
- 1999 : RC Stunt Copter
- 2000 : Messiah
- 2000 : Sacrifice
- 2003 : Enter the Matrix
- 2005 : The Matrix: Path of Neo
- 2007 : À la croisée des mondes : La Boussole d'or

## Membres
Liste non exhaustive des membres de Shiny Entertainment :
- David Perry - Fondateur, PDG, programmeur
- Nick Jones - Programmeur
- Andy Astor - Programmeur
- Nick Bruty - Artiste, directeur artistique
- Stephen Crow - Artiste
- Mark Lorenzen - Artiste
- Tomoharu Tanaka - Artiste
- Roger Hardy - Artiste
- Clark Sorenson - Artiste
- Lin Shen - Artiste
- Rod Altschul - Artiste
- Michael Francis Dietz - Animateur
- Shawn McLean - Animateur
- Shawn Nelson - Animateur
- Larry Whitaker - Animateur
- Jeff Etter - Animateur
- Edward Schofield - Animateur
- Douglas TenNapel - Animateur
- Tommy Tallarico - Musicien